# Yalova (circonscription électorale)
La circonscription électorale de Yalova correspond à la province du même nom et envoie 3 députés à la Grande assemblée nationale de Turquie (2 entre 1995 et 2018).

## Composition
La circonscription de Yalova est divisée en 6 districts (ilçe). Chaque district est composé d'un chef-lieu et de municipalités (communes et villages).

## Résultats électoraux

### Élections législatives de 2018
| Partis                   | Partis                                        | Voix    | %     | Sièges | +/-           | Élus                             |
| ------------------------ | --------------------------------------------- | ------- | ----- | ------ | ------------- | -------------------------------- |
|                          | Parti de la justice et du développement (AKP) | 69 369  | 44,13 | 2      | 1             | Ahmet Büyükgümüş et Meliha Akyol |
|                          | Parti républicain du peuple (CHP)             | 44 986  | 28,62 | 1      | en stagnation | Özcan Özel                       |
|                          | Le Bon Parti (İYİ)                            | 15 386  | 9,79  | 0      | Nv.           |                                  |
|                          | Parti démocratique des peuples (HDP)          | 12 530  | 7,97  | 0      | en stagnation |                                  |
|                          | Parti d'action nationaliste (MHP)             | 12 244  | 7,79  | 0      | en stagnation |                                  |
|                          | Parti de la félicité (SP)                     | 2 046   | 1,30  | 0      | en stagnation |                                  |
|                          | Parti patriote (VATAN)                        | 335     | 0,21  | 0      | en stagnation |                                  |
|                          | Parti de la cause libre (HÜDA PAR)            | 292     | 0,19  | 0      | en stagnation |                                  |
|                          |                                               |         |       |        |               |                                  |
| Total                    | Total                                         | 157 188 | 100   | 3      | 1             | -                                |
| Inscrits / participation | Inscrits / participation                      | 178 253 | 87,04 |        |               |                                  |

### Élections législatives de 2023
| Partis                   | Partis                                        | Voix    | %     | Sièges | +/-           | Élus                             |
| ------------------------ | --------------------------------------------- | ------- | ----- | ------ | ------------- | -------------------------------- |
|                          | Parti de la justice et du développement (AKP) | 61 762  | 34,25 | 2      | en stagnation | Ahmet Büyükgümüş et Meliha Akyol |
|                          | Parti républicain du peuple (CHP)             | 51 819  | 28,74 | 1      | en stagnation | Tashin Becan                     |
|                          | Parti d'action nationaliste (MHP)             | 20 500  | 11,37 | 0      | en stagnation |                                  |
|                          | Le Bon Parti (İYİ)                            | 17 173  | 9,52  | 0      | en stagnation |                                  |
|                          | Parti de la gauche verte (YSP)                | 10 403  | 5,77  | 0      | en stagnation |                                  |
|                          | Parti de la patrie (M)                        | 4 963   | 2,75  | 0      | Nv.           |                                  |
|                          | Parti de la victoire (ZP)                     | 4 112   | 2,28  | 0      | Nv.           |                                  |
|                          | Nouveau parti de la prospérité (YRP)          | 3 795   | 2,10  | 0      | Nv.           |                                  |
|                          | Parti des travailleurs de Turquie (TIP)       | 1 951   | 1,08  | 0      | en stagnation |                                  |
|                          | Parti de la grande unité (BBP)                | 1 162   | 0,64  | 0      | en stagnation |                                  |
|                          | Parti de la justice (AP)                      | 523     | 0,29  | 0      | Nv.           |                                  |
|                          | Parti jeune (GP)                              | 425     | 0,24  | 0      | en stagnation |                                  |
|                          | Parti de la mère patrie (ANAP)                | 369     | 0,20  | 0      | en stagnation |                                  |
|                          | Parti de la nation (MP)                       | 259     | 0,14  | 0      | en stagnation |                                  |
|                          | Parti de gauche (SOL)                         | 202     | 0,11  | 0      | en stagnation |                                  |
|                          | Parti de la justice et de l'unité (AB)        | 165     | 0,09  | 0      | Nv.           |                                  |
|                          | Parti patriote (VATAN)                        | 144     | 0,08  | 0      | en stagnation |                                  |
|                          | Parti de l'union du pouvoir (GBP)             | 135     | 0,07  | 0      | Nv.           |                                  |
|                          | Parti communiste de Turquie (TKP)             | 127     | 0,07  | 0      | en stagnation |                                  |
|                          | Parti des droits et libertés (HAK)            | 103     | 0,06  | 0      | en stagnation |                                  |
|                          | Parti de libération du peuple (HKP)           | 92      | 0,05  | 0      | en stagnation |                                  |
|                          | Parti de la route nationale (MYP)             | 66      | 0,04  | 0      | Nv.           |                                  |
|                          | Mouvement communiste (TKH)                    | 36      | 0,02  | 0      | Nv.           |                                  |
|                          | Parti de l'innovation (YP)                    | 27      | 0,01  | 0      | Nv.           |                                  |
|                          |                                               |         |       |        |               |                                  |
| Total                    | Total                                         | 180 313 | 100   | 3      | en stagnation | -                                |
| Inscrits / participation | Inscrits / participation                      | 204 857 | 87,14 |        |               |                                  |